# Президентские выборы в Сан-Томе и Принсипи (2021)
Президентские выборы в Сан-Томе и Принсипи проходили 18 июля и 5 сентября 2021 года. Поскольку в 1-м туре ни один из кандидатов не получил большинства голосов, 2-й тур должен был пройти 8 августа. Однако в результате протестов против результатов 1-го тура 2-й тур был перенесён сначала на 29 августа, а затем на 5 сентября.
Во 2-м туре победу одержал Карлуш Вила-Нова от Независимого демократического действия, получивший 58 % голосов, Гильермо Поссер да Коста, представлявший Движение за освобождение Сан-Томе и Принсипи / Социал-демократическая партия занял второе место с 42 % голосов. Явка во 2-м туре составила около 65 %.

## Избирательная система
Президент Сан-Томе и Принсипи избирается в два тура на пятилетний срок. Если ни один из кандидатов не набирает более 50 % голосов в 1-м туре, проводится 2-й тур между двумя лучшими кандидатами.

## Кандидаты
Президент Эваристу Карвалью от Независимого демократического действия не выдвигал свою кандидатуру на переизбрание. Бывший премьер-министр Патрис Тровоада упоминался как потенциальный кандидат, несмотря на обвинения в коррупции; однако в результате он также не подавал заявку в качестве кандидата. Эльза Гарридо, президент Социал-демократического движения — Партии зелёных Сан-Томе и Принсипи, выдвинула свою кандидатуру 23 декабря 2020 года. Всего было зарегистрировано около 19 кандидатов.

## Результаты
| Кандидат | Кандидат                             | Партия | 1-й тур | 1-й тур | 2-й тур | 2-й тур |
| Кандидат | Кандидат                             | Партия | Голоса  | %       | Голоса  | %       |
| --- | ------------------------------------ | --- | ------- | ------- | ------- | ------- |
| | Карлуш Вила Нова                     | Независимое демократическое действие                                                                        | 32 022  | 39,47   | 45 481  | 57,54   |
| | Гильермо Поссер да Коста             | Движение за освобождение Сан-Томе и Принсипи / Социал-демократическая партия                                | 16 829  | 20,75   | 33 557  | 42,46   |
| | Делфим Невеш                         | Партия демократической конвергенции — группа отражения                                                      | 13 691  | 16,88   |         |         |
| | Абель Бом Жесус                      | Независимый                                                                                                 | 2907    | 3,58    |         |         |
| | Мария Невеш                          | Движение Амиго                                                                                              | 2696    | 3,32    |         |         |
| | Жулиу Силва                          | Движение независимых граждан                                                                                |         | 1,99    |         |         |
| | Виктор Монтейру                      | Независимый                                                                                                 |         | 1,82    |         |         |
| | Моизеш Виегаш                        | Независимый                                                                                                 |         | 1,63    |         |         |
| | Аурелиу Мартинш                      | Независимый                                                                                                 |         |         |         |         |
| | Карлуш Невеш                         | Демократическое движение Силы за перемены — Либеральная партия / Демократический союз гражданского развития |         |         |         |         |
| | Карлуш Сток                          | Независимый                                                                                                 |         |         |         |         |
| | Эльза Гарриду                        | Социал-демократическое движение — Зелёная партия                                                            |         |         |         |         |
| | Эльза Пинту                          | Независимый                                                                                                 |         |         |         |         |
| | Эужениу Тини                         | Независимый                                                                                                 |         |         |         |         |
| | Жорже Амаду                          | Независимый                                                                                                 |         |         |         |         |
| | Мануэль ду Розариу                   | Независимый                                                                                                 |         |         |         |         |
| | Микеш Жоау                           | Независимый                                                                                                 |         |         |         |         |
| | Олинту даш Невеш                     | Независимый                                                                                                 |         |         |         |         |
| | Роберту Гарриду                      | Независимый                                                                                                 |         |         |         |         |
| |                                      | |         |         |         |         |
| Действительных бюллетеней | Действительных бюллетеней            | Действительных бюллетеней                                                                                   | 81 123  | 97,10   | 79 038  |         |
| Пустых бюллетеней | Пустых бюллетеней                    | Пустых бюллетеней                                                                                           | 631     | 0,76    |         |         |
| Недействительных бюллетеней | Недействительных бюллетеней          | Недействительных бюллетеней                                                                                 | 1793    | 2,15    |         |         |
| Всего | Всего                                | Всего |         | 100     |         | 100     |
| Не участвовало | Не участвовало                       | Не участвовало                                                                                              |         | 32,24   |         |         |
| Зарегистрированных избирателей/ Явка                                                                                                  | Зарегистрированных избирателей/ Явка | Зарегистрированных избирателей/ Явка                                                                        | 123 302 |         |         |         |
| Источники=STP-Press Архивная копия от 22 июля 2021 на Wayback Machine, STP-Press Архивная копия от 8 сентября 2021 на Wayback Machine |                                      | |         |         |         |         |